# Rainbow Beach
Rainbow Beach är en ort i Australien. Den ligger i kommunen Gympie Regional Council och delstaten Queensland, omkring 170 kilometer norr om delstatshuvudstaden Brisbane. Antalet invånare är 3 428.
Trakten är glest befolkad. Rainbow Beach är det största samhället i trakten. 
Genomsnittlig årsnederbörd är 1 638 millimeter. Den regnigaste månaden är mars, med i genomsnitt 295 mm nederbörd, och den torraste är september, med 28 mm nederbörd.